# Volodimir Mikitovics Sevcsenko
Volodimir Sevcsenko (ukránul: Володимир Шевченко) – a szovjet időszakban Vlagyimir Sevcsenko (oroszul: Владимир Шевченко) néven – (1929. december 23. – 1987. március 29.) ukrán dokumentumfilm-rendező. A kijevi Ukrkinohronyika (Укркінохроніка) stúdió rendezőjeként ő készítette a Nehéz hetek krónikája című dokumentumfilmet az 1986. április 26-án bekövetkezett csernobili atomkatasztrófa utáni munkálatokról és a környék fertőtlenítéséről. A forgatócsoportja elsőként filmezhetett a katasztrófa-sújtotta övezetben. Sevcsenko az elszenvedett sugárdózis nagysága miatt már a forgatás ideje alatt súlyosan megbetegedett. Alig pár hónapra rá elhunyt, nem érhette meg hogy filmjét nyilvánosan bemutathassák.

## Filmjei
- Pojezd csrezvicsajnogo naznacsenyija (1980)
- Kontrudar (1985)
- Nehéz hetek krónikája (1986)